# Susan Boyle
Pour les articles homonymes, voir Boyle.
Susan Boyle, née le 1er avril 1961 dans le West Lothian en Écosse, est une chanteuse britannique qui s'est fait connaître par sa participation à l'émission de télévision Britain's Got Talent en 2009. Son album sorti la même année, I Dreamed a Dream, est un des plus grands succès de la décennie et s'est écoulé à 10 300 000 exemplaires.

## Biographie
Susan Boyle est la dernière enfant de Patrick (1914-1997) et de Bridget Boyle (1916-2007). À 48 ans, elle vit seule dans la petite maison familiale que louaient ses parents et qu'elle n'a presque jamais quittée, située dans la banlieue d'Édimbourg. C'est alors qu'elle se présente à la troisième saison de l'émission Britain's Got Talent, émission télévisée britannique à la recherche de nouveaux talents.

### Britain's Got Talent
Susan Boyle fait une très forte impression à l'émission Britain's Got Talent en y interprétant le 21 janvier 2009 (émission enregistrée et transmise à la télévision ITV1 le 11 avril suivant) la chanson I dreamed a dream de la comédie musicale Les Misérables.
Les présentateurs, les jurés (Simon Cowell, Amanda Holden et Piers Morgan) ainsi que les spectateurs se montrent surpris par l'interprétation de Susan Boyle. En effet, son apparence physique et son comportement nonchalant contrastent fortement avec sa performance. « Il ne fait aucun doute que c'est la plus grosse surprise que j'aie eue en trois années d'émissions », explique le présentateur Piers Morgan après sa prestation. « Quand vous vous êtes présentée devant nous avec ce sourire insolent, en disant que vous vouliez le même succès qu'Elaine Paige, tout le monde riait de vous. Plus personne ne rit à présent. […] C'est une incroyable prestation. »
Sa participation à l'émission Britain's Got Talent est le début d'un phénomène qui va dépasser très rapidement les frontières britanniques,. Sa performance a été visionnée au bout d'une semaine seulement par plus de 40 millions d'internautes, totalisant plus de 75 millions de vues sur YouTube, chiffre qui se monte à plus de 100 millions quelques jours plus tard. Cela lui vaut de passer dans plusieurs émissions d'information américaines, où elle est interviewée par des présentateurs vedettes de chaînes nationales de télévision tels que Larry King. Le 20 avril 2009, le Washington Post, sur la base d'analyses faites par l'organisme de mesure de visites des clips sur Internet Visible Measures, précise que la vidéo sur YouTube a été visionnée 65,2 millions de fois. À titre de comparaison, le clip du discours d'investiture de Barack Obama a été visionné 18,5 millions de fois. Son article sur Wikipédia en anglais a été consulté en une semaine plus de 500 000 fois. Fin mai 2009, les vidéos où elle interprète I Dreamed a Dream ont été visionnées plus de 280 millions de fois.
Elle est invitée par Oprah Winfrey pour enregistrer une émission de l'après-midi très suivie aux États-Unis, The Oprah Winfrey Show. Fin mai, Susan Boyle est qualifiée pour la finale de l'émission Britain's Got Talent en chantant Memory, de la comédie musicale Cats, elle remporte 52,1 % du total des suffrages des téléspectateurs, devant le groupe de jeunes danseurs Diversity. La finale arrivée, elle chante à nouveau I Dreamed a Dream. À la suite du décompte des votes téléphoniques, elle arrive en seconde place avec 20,2 % des voix, derrière le groupe Diversity (24,9 % des voix). La tension due à cette soudaine vie de célébrité dont les commentaires moqueurs de certains journaux britanniques et le stress causé par ces épreuves lui sont finalement difficiles à supporter et le lendemain de sa défaite en finale, le 1er juin, Susan Boyle est transportée en urgence dans une clinique psychiatrique, The Priory, à Londres. Cinq jours plus tard, Susan Boyle se remet de son énorme coup de fatigue et sort de l'hôpital. Elle continua de se reposer pendant une semaine. Entre-temps, la chanson titre de son album et premier single fut disponible sur le magasin musical en ligne iTunes Store.

### AprèsBritain's Got Talent
Quelques semaines après sa défaite, elle entame avec les autres finalistes de Britain's Got Talent une tournée à travers le Royaume-Uni et l'Irlande, durant laquelle elle reprend les deux chansons qui l'ont rendue célèbre. Malgré quelques concerts annulés en début de tournée, elle participe au spectacle jusqu'aux dernières dates de début juillet. Mi-novembre, elle arrive en France pour promouvoir son album. Elle est invitée au Grand Journal présenté par Michel Denisot.
Peu après son séjour en France, elle retourne aux États-Unis pour continuer la promotion de son album et par la même occasion elle participe à X Factor, en chantant Wild Horses. Elle est reçue sur NBC à Today Show, émission très regardée. Le jour de la sortie de son album qui d’ailleurs reflète les moments forts de sa vie (23 novembre 2009), elle chante à la Rockfeller Plaza de New York devant une immense foule. Les ventes de I Dreamed a Dream explosent un peu partout sur la planète. Sony Music, qui produit cet album, communique qu'à peine une semaine après sa sortie, il s'est vendu à plus de trois millions d'exemplaires. Alors que l'album n'a été commercialisé qu'un mois et demi en 2009, c'est l'album le plus vendu de cette année-là, avec environ six millions d'albums vendus dans le monde. Un peu plus tard sort une première biographie de Susan Boyle, aux éditions art&fiction à Lausanne, écrite par le militant anarchiste Alonso Llorente, avec une postface d'Alexandre Friederich, accompagnée de photos de Philippe Weissbrodt, racontant la vie de Susan jusqu'à sa soudaine célébrité. En décembre, Susan Boyle retourne en France et est invitée sur France 2, dans l'émission présentée par Michel Drucker et consacrée à l'humoriste Anne Roumanoff ; elle y chante Cry me a river. La même semaine, elle est l'invitée d'honneur de la demi-finale de l'émission La France a un incroyable talent, sur M6, à 20 h 40. Elle se voit toutefois contrainte de décliner l'invitation pour des raisons de santé. Selon Simon Cowell de la Cie Sony, son seul premier hit I Dreamed a Dream a rapporté quelque 6,1 millions de dollars, alors que la chanteuse vivait pauvrement avant sa parution à l'émission télévisée Britain's Got Talent.
Le 13 décembre 2009, Susan Boyle réalise aux côtés d'Elaine Paige un duo sur I Know Him So Well (en).
En 2013, elle décroche un second rôle dans un film de Noël en costumes, The Christmas Candle. La même année, elle révèle avoir le syndrome d'Asperger, une forme d'autisme.
En octobre 2016, la chanteuse annonce sur son site officiel la sortie de son nouvel album A Wonderful World le 21 novembre 2016, un album composé principalement de reprises de standards américains.
En janvier 2019, elle participe à America's Got Talent: The Champions (en), qui réunit des vainqueurs, finalistes et candidats des Got Talent du monde.

## Discographie

### Albums
| Année | Titre                                               | Classement des ventes | Classement des ventes | Classement des ventes | Classement des ventes | Classement des ventes | Classement des ventes | Classement des ventes | Classement des ventes | Classement des ventes | Classement des ventes | Classement des ventes | Classement des ventes | Ventes         |
| Année | Titre                                               | FRA                   | E-U                   | CAN                   | R-U                   | IRL                   | JPN                   | ESP                   | SUI                   | AUS                   | NZ                    | BE                    | Monde                 | Ventes         |
| ----- | --------------------------------------------------- | --------------------- | --------------------- | --------------------- | --------------------- | --------------------- | --------------------- | --------------------- | --------------------- | --------------------- | --------------------- | --------------------- | --------------------- | -------------- |
| 2009  | I Dreamed a Dream                                   | 8                     | 1                     | 1                     | 1                     | 1                     | 3                     | 10                    | 1                     | 1                     | 1                     | 5                     | 1                     | - : 14 000 000 |
| 2010  | The Gift                                            | 29                    | 1                     | 1                     | 1                     | 4                     | 18                    | 95                    | 19                    | 2                     | 1                     | 2                     | 1                     | - : 3 700 000  |
| 2011  | Someone to Watch Over Me                            | 54                    | 8                     | 5                     | 7                     | 8                     | 4                     | 74                    | 45                    | 7                     | 4                     | 5                     | 7                     | - : 3 000 000  |
| 2012  | Standing Ovation: The Greatest Songs from the Stage | 45                    | 4                     | 5                     | 1                     | 4                     | 45                    | 1                     | 45                    | 1                     | 4                     | 22                    | 5                     | - : 1 500 000  |
| 2013  | Home for Christmas                                  | —                     | 17                    | 17                    | 9                     | 20                    | —                     | —                     | —                     | 13                    | 3                     | 36                    | —                     | - : 1 000 000  |
| 2014  | Hope                                                | —                     | 16                    | —                     | 13                    | —                     | —                     | —                     | —                     | 11                    | 6                     | —                     | —                     | - : 115 000    |
| 2016  | A Wonderful World                                   | —                     | 150                   | —                     | 22                    | 35                    | —                     | —                     | —                     | 14                    | 8                     | 92                    | —                     |                |
| 2019  | Ten                                                 | —                     | 49                    | —                     | 5                     | —                     | —                     | —                     | —                     | 5                     | —                     | —                     | —                     |                |

### Single
- 2009 : Wild Horses (chanson des Rolling Stones)
- 2009 : Amazing Grace
- 2010 : Perfect Day (chanson de Lou Reed)

## Filmographie
- 2013 : The Christmas Candle de John Stephenson : Eleanor Hopewell
- 2016 : Zoolander 2 : Elle-même